# Fredric Jonson
Fredric Jonson, född 15 juli 1987, är en svensk före detta fotbollsspelare (försvarare). 

## Biografi
Efter säsongen 2014 lämnade Jonson IF Brommapojkarna. Han stannade dock kvar i klubben och skrev i januari 2015 på en förlängning över säsongen. Efter säsongen 2015 lämnade han klubben. I maj 2016 meddelade Jonson att han avslutade sin fotbollskarriär.